# 6131 Товен
6131 Товен (6131 Towen) — астероїд головного поясу, відкритий 27 липня 1990 року.
Тіссеранів параметр щодо Юпітера — 3,493.